# Ижедеров, Фёдор Николаевич
Фёдор Николаевич Ижедеров (1922—1988) — лейтенант Советской Армии, участник Великой Отечественной войны, Герой Советского Союза (1945).

## Биография
Фёдор Николаевич Ижедеров родился 17 июля 1922 года в селе Рысайкино (ныне — Похвистневский район Самарской области), в чувашской семье. С 1927 года вместе с семьёй проживал в Приморском крае. После окончания четырёх классов школы работал маляром на железнодорожной станции Угольная Приморского края. В июле 1941 года Ф.Н. Ижедеров был призван на службу в Красную Армию. Окончил Владивостокское пехотное училище (ныне Дальневосточное высшее общевойсковое командное училище), затем в 1942 году — курсы младших лейтенантов. С августа того же года — на фронтах Великой Отечественной войны. Принимал участие в боях на Воронежском, Центральном, 1-м и 4-м Украинском фронтах, пять раз был ранен. Участвовал в боях под Воронежем, Курской битве, освобождении Украинской ССР, битве за Днепр. К июлю 1944 года гвардии лейтенант Фёдор Ижедеров командовал взводом 320-го гвардейского стрелкового полка 129-й гвардейской стрелковой дивизии 1-й гвардейской армии 1-го Украинского фронта. Отличился во время освобождения Тернопольской области Украинской ССР.
16 июля 1944 года в районе села Ярчовцы Зборовского района Ижедеров заменил собой выбывшего из строя командира роты. Под его руководством она отразила несколько немецких контратак, утром 17 июля первой в полку переправилась через реку Стрыпа, выбила противника из занимаемых им траншей и захватила мост.
Указом Президиума Верховного Совета СССР от 24 марта 1945 года за «образцовое выполнение боевых заданий командования на фронте борьбы с немецкими захватчиками и проявленные при этом мужество и героизм» гвардии лейтенант Фёдор Николаевич Ижедеров был удостоен высокого звания Героя Советского Союза с вручением ордена Ленина и медали «Золотая Звезда» за номером 2732.
В мае 1946 года Ф.Н. Ижедеров в звании капитана был уволен в запас. Проживал в городе Похвистнево Куйбышевской области, работал столяром на мебельном комбинате. Скончался 13 апреля 1988 года. Похоронен в родном селе.
Был также награждён орденами Отечественной войны 1-й степени и Красной Звезды, рядом медалей.

## Память
Именем Ф.Н. Ижедерова названы улица, школа и библиотека в родном селе.